# Þórvaldr blönduskáld
Þórvaldr blönduskáld est un scalde islandais du XIIe siècle.
Le Skáldatal indique qu'il fut poète de cour du roi de Norvège Sigurðr Jórsalafari (« le Croisé »), et deux demi-strophes d'une Sigurðardrápa (« drápa de Sigurð ») ont été conservées dans le Skáldskaparmál. Avec le fragment d'un poème inconnu, également cité dans le Skáldskaparmál, elles sont tout ce qui subsiste de l'œuvre de Þórvaldr. 